# Parafia św. Teresy od Dzieciątka Jezus w Dobieszynie
Parafia św. Teresy od Dzieciątka Jezus w Dobieszynie – jedna z 8 parafii rzymskokatolickich dekanatu głowaczowskiego diecezji radomskiej.

## Historia
- Parafia została erygowana 1 stycznia 1936 przez ks. Antoniego Kasprzyckiego, administratora apostolskiego diecezji sandomierskiej, z wydzielonych wiosek parafii Głowaczów i Stromiec. W 1935 zbudowano pierwszy drewnianą kościół poświęcony przez bp. Pawła Kubickiego 10 listopada 1935. Świątynia została zniszczona na skutek działań wojennych 15 stycznia 1945. Obecny, drewniany kościół, według projektu arch. W. Prokulskiego, zbudowano w latach 1946–1949 staraniem ks. Kazimierza Kniedziałowskiego. Świątynię poświęcił w 1949 bp. Jan Kanty Lorek. Kościół był restaurowany w 1982.
- Jest budowlą trójnawową, wybudowany w stylu: "bezstylowy",  jednak wnętrze kościoła a przede wszystkim balkony nad bocznymi nawami a także kształt i forma okien nawiązują do architektury kościołów ewangelickich. Nawa główna kościoła przykryta jest drewnianym sklepieniem kolebkowym o przekroju pół-elipsy opartym na belkach prowadzących wzdłuż kościoła od chóru do prezbiterium. Prezbiterium na planie wydłużonej połowy 8-boku przykryte jest poziomym deskowym stropem. Nad bocznymi nawami, na długości nawy głównej znajdują się balkony. Nad kruchtą w obrębie pochylonych ścian wieży znajduje się obszerny chór na którym zamontowano organy. (Organy z blisko 450 szt. piszczałek z których największa ma blisko 4 metry wysokości i średnicą ok. 15 cm.) Dach główny kościoła płatwiowo - kleszczowy przykryty ażurowym deskowaniem oraz pokryciem z blachy stalowej na rąbek stojący, prezbiterium wielospadowy a wieży namiotowy zwieńczony obitą blachą drewnianą kulą i metalowym krzyżem. Na głównym dachu znajduje się mała wieżyczka - tzw. sygnaturka na której kiedyś zamocowany był niewielki dzwon informujący wiernych o zbliżającym się i rozpoczynającym się nabożeństwie (pęknięta sygnaturka znajduje się na jednym z balkonów kościoła wśród zbioru innych antyków). Do prezbiterium po obydwu stronach przylegają niewielkie zakrystie.
- Konstrukcja ścian w formie ścian szkieletowych obita obustronnie deskami bez ocieplenia. Dzięki temu obiekt charakteryzuje się niezwykłą estetyką zarówno wewnątrz jak i zewnątrz oraz wspaniałą akustyką.
- Od kwietnia 2011r. obiekt wpisany do rejestru zabytków pod nr. A-1019.
- W 2018r. staraniem proboszcza kościół wyposażono w instalację przeciwpożarową oraz nową instalację elektryczną która w bardzo przemyślany sposób oświetla wnętrze wydobywając piękno drewnianej architektury.

## Proboszczowie
- 1935 - 1949 - ks. Kazimierz Kniedziałkowski
- 1949 - 1963 - ks. Adam Rdzanek
- 1963 - 1970 - ks. Adam Szeląg
- 1970 - 1974 - ks. Stefan Kowalczyk
- 1975 - 1981 - ks. Czesław Kołtunowicz
- 1981 - 1993 - ks. Józef Walaszczyk
- 1993 - 2016] - ks. kan. Józef Stylski
- od 2016 ks. Grzegorz Binięda

## Terytorium
- Do parafii należą: Dobieszyn, Kosny, Lipskie Budy, Matyldzin, Olszowa Dąbrowa, Sielce, Sielce-Kolonia, Sułków, Zadąbrowie[1].